# Pichel

Kanna sueca, en la colección de la Royal Armoury de Estocolmo. Siguiendo el prototipo de los picheles ingleses y flamencos.

Pichel es un recipiente similar a una jarra. Una definición más técnica lo describe como «vasija alta y redonda que se ensancha en la base y que dispone de un asa a lo largo de todo su cuerpo». Los modelos más antiguos eran de cerámica o de estaño, y podían disponer de una tapa abatible por medio de un gozne y sujeta al asa (como el tradicional pichel de cerveza europeo). Aunque como voz del idioma castellano se documenta ampliamente desde el siglo XVI, su uso ha degenerado y desde la segunda mitad del siglo XX este término puede aplicarse a jarras de diversos materiales (cristal, plástico, etcétera). Su morfología sin embargo ha dado lugar a piezas muy singulares en las artes suntuarias.
En muchos países de Hispanoamérica, el término pichel se utiliza actualmente para designar a un recipiente de vidrio, plástico o metal con pico que se utiliza para almacenar y verter líquidos.

## Origen y uso
Tomando como definición la que recoge la Real Academia Española, el término pichel procede del provenzal pichier, que en catalán genera pitxer, ambos para designar un tipo de jarra metálica o cerámica. Otros manuales como el Diccionario Enciclopédico Abreviado, señala para la voz pichel su posible procedencia del latín «picarium» y «bicarium», a partir del griego pɪtʃə; por su parte el Diccionario Oxford anota la evolución de «picarium» hacia el pichier francés, y de este al término pitcher, en su acepción de vaso o vasija. Con similar grafía y sonido puede identificarse con términos de diversas lenguas de Centro Europa.
Ha sido objeto de especial estudio, tanto en el plano lingüístico como en el de la alfarería y la cerámica en Aragón, además de en los catálogos específicos de las artes decorativas, ornamentales y suntuarias.

## Tipología iconográfica
El actor, autor y empresario teatral Lope de Rueda, utiliza el término cuando describe a un tipo enjaretado «en esas narices de pichel flamenco», evocando el pronunciado pico de estas jarras, que en Europa Central podían estar fabricadas en metal, como se muestra en muchos bodegones flamencos, desde Brueghel el Viejo y la pintura de género de Adriaen Brouwer o David Teniers el Joven, hasta las más sofistacadas naturalezas muertas de Luis Egidio Meléndez o Clara Peeters. Así lo describe y comenta el erudito Bonilla y San Martín, citando a Emilio Cotarelo y Mori...

Además, dice vmd. que no sabe qué variedad tendrá el pichel flamenco. Vuesa merced será muy capaz de no haber visto los cuadros de Teniers que hay en el Museo del Prado. Bueno; pues véalos, y hallará en ellos más picheles flamencos que gazapos hay en el Glosario de vmd.; y creo que es el colmo de la ponderación.
Adolfo Bonilla y San Martín

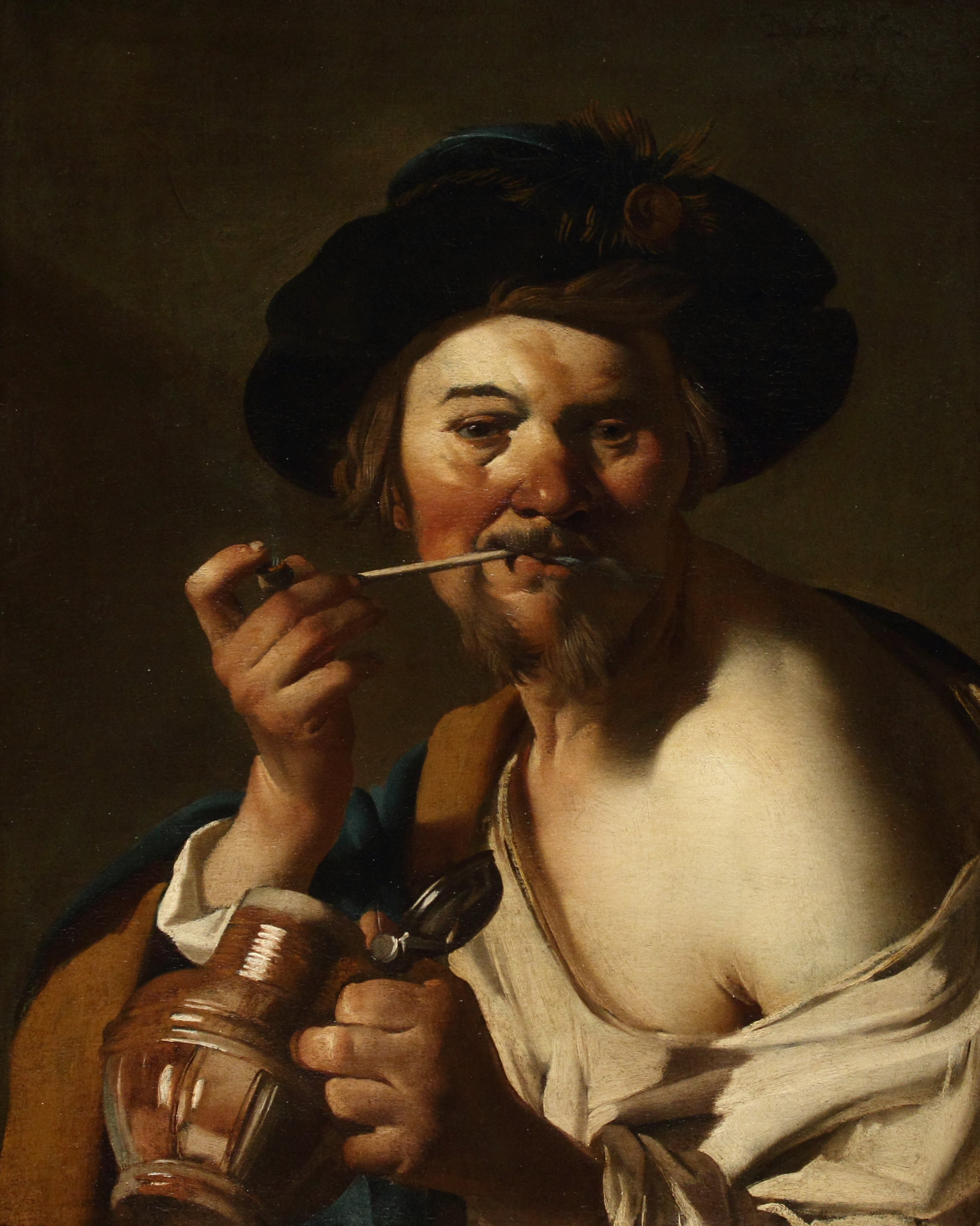
Pichela de barro con tapa en el Fumador de pipa (1623) de Dirck van Baburen del Museo Marmottan Monet.
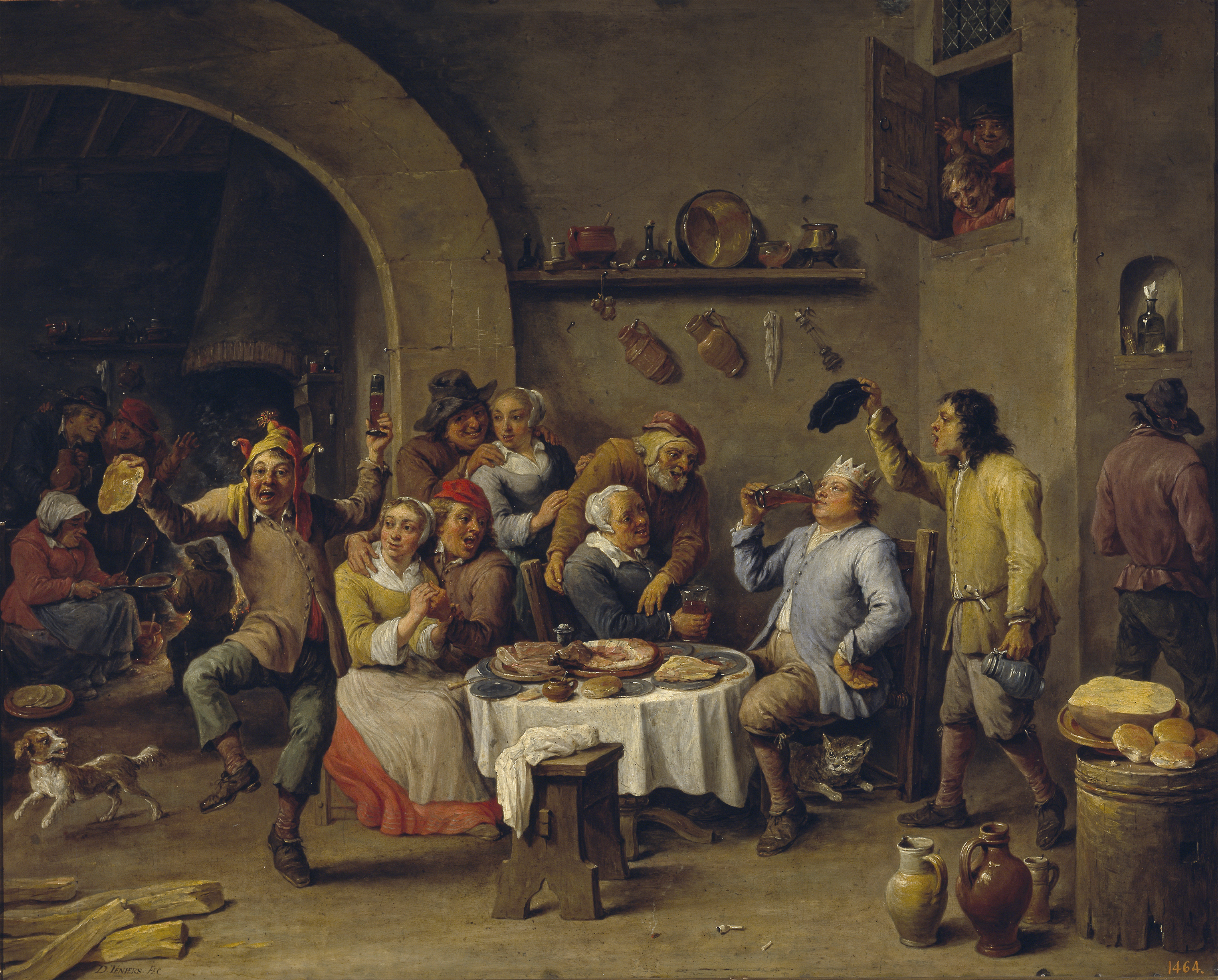
Pichel en la mano zurda del personaje de la derecha en el popular motivo El rey bebe, en la versión de David Teniers el Joven.(ca. 1655)
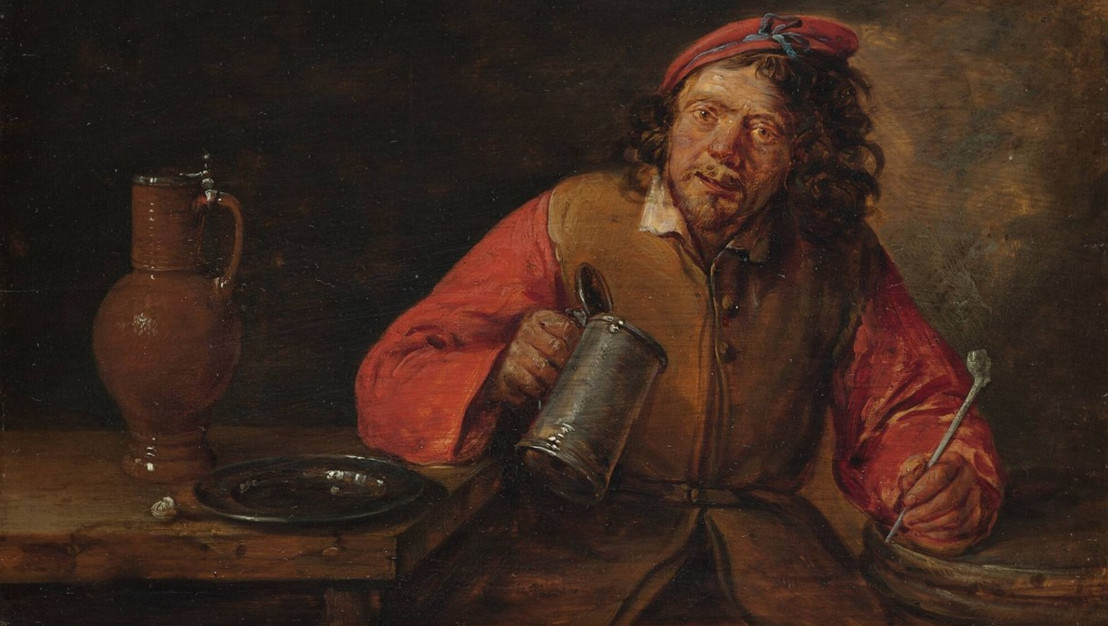
Pichel flamenco de estaño en el Bebedor de Gillis van Tilborgh (ca. 1660).
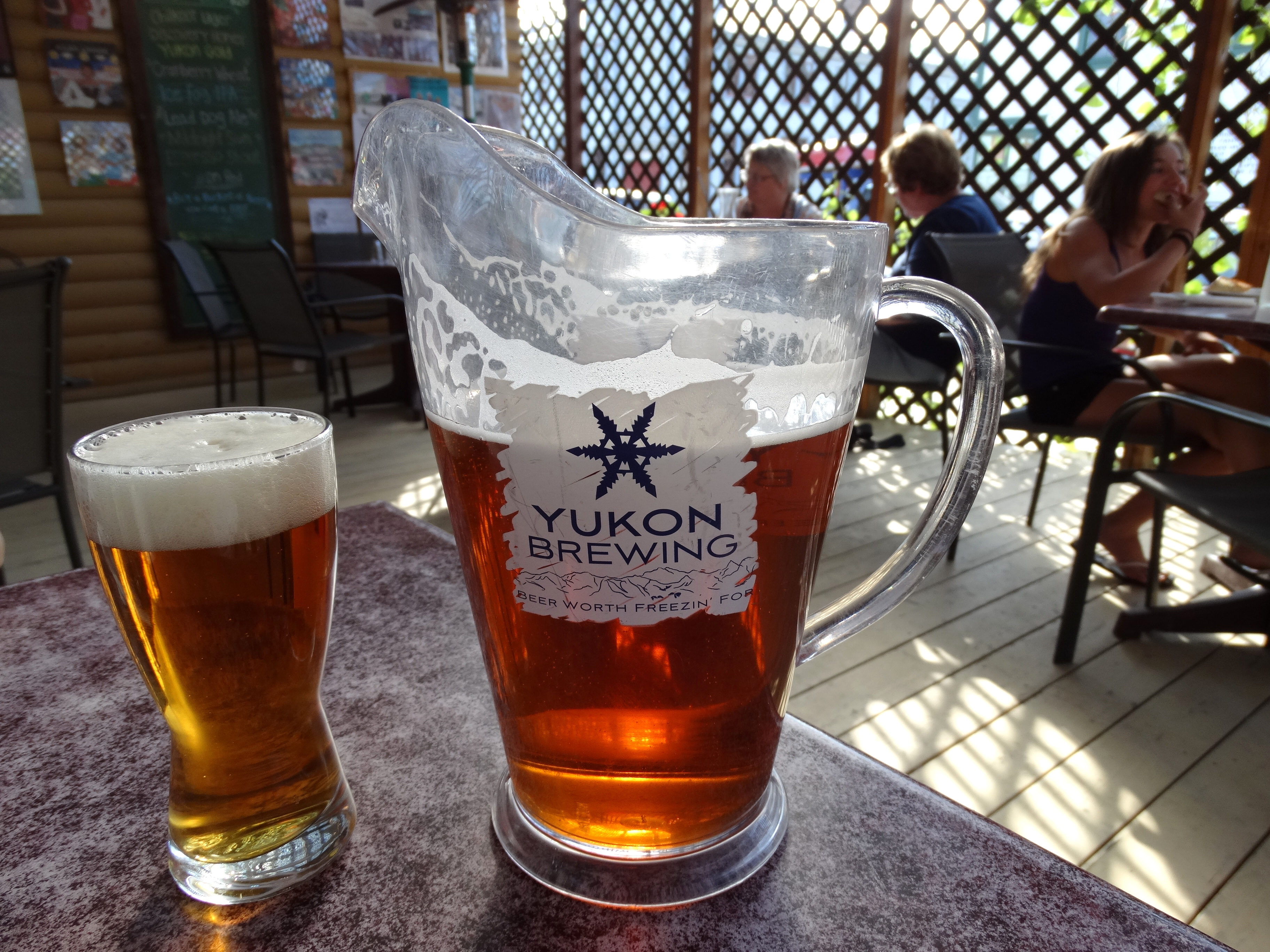
Pichel de cerveza.
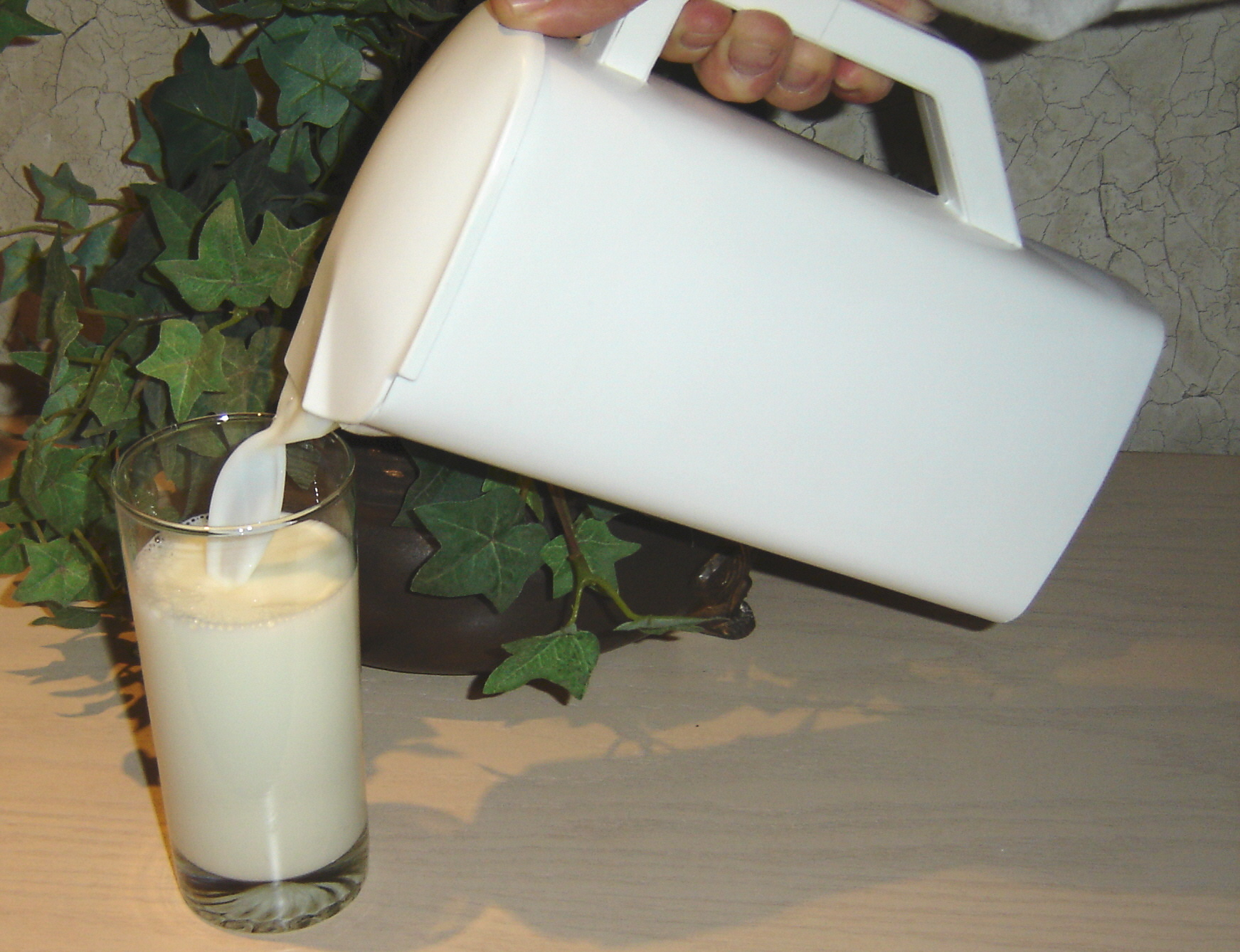
Pichel de plástico.